# Friedrich Heß (Verwaltungsbeamter, 1829)
Friedrich Theodor Carl Christian Heß (auch: Hess) (* 27. April 1829 in Gießen; † 15. Februar 1917 in Darmstadt) war ein hessischer Kreisrat.

## Familie
Seine Eltern waren Friedrich Theodor Heß (1800–1845), Advokat am Hofgericht Gießen, und Karoline, geborene Kempff.
Friedrich Hess heiratete 1868 Berta Susanne Bücking (1848–1917), Tochter des Kaufmanns Kaspar Gustav Bücking.

## Karriere
Friedrich Hess studierte Rechtswissenschaft an der Universität Gießen und ab 1847 an der Universität Bonn. In Gießen war er Mitglied des Corps Teutonia. Sein Berufseinstieg erfolgte als Regierungsakzessist. 1863 wurde er Assessor beim Kreis Lindenfels, später beim Kreis Alsfeld und 1872 beim Kreis Offenbach. 1877 wechselte er als Regierungsrat zum Kreis Mainz und der Direktion der Provinz Rheinhessen. 1884 erfolgte die Ernennung zum Kreisrat des Kreises Dieburg, ein Amt, das er bis zu seiner Pensionierung im Jahr 1900 innehatte.

## Ehrungen
- 1886 Ritterkreuz I. Klasse des Verdienstordens Philipps des Großmütigen[1]
- 1893 Geheimer Regierungsrat[1]
- 1900 Komturkreuz II. Klasse des Verdienstordens Philipps des Großmütigen[1]